# Sikhrijk
Het Sikhrijk was een staat op het Indiase subcontinent, gevormd onder leiding van Maharadja Ranjit Singh, die een seculier imperium vestigde in Punjab. Het rijk bestond van 1799, toen Ranjit Singh Lahore veroverde, tot 1849. Op zijn hoogtepunt in de 19e eeuw strekte het rijk zich uit van de Khyberpas in het westen tot Tibet in het oosten, en van Mithankot in het zuiden tot Kasjmir in het noorden. Als een religieus diverse streek, met een geschatte bevolking van 3,5 miljoen in 1831 (waarmee het op dat moment het 19e meest bevolkte land was), was het de laatste grote regio van het Indiase subcontinent die door de Britten werd geannexeerd.
De basis van het Sikhrijk is terug te voeren tot 1707, het jaar van de dood van Aurangzeb en het begin van de ondergang van het Mogolrijk. Nu de Mogols aanzienlijk waren verzwakt, voerde het Sikhleger veldtochten uit tegen de Mogols en de Afghanen in het westen. Dit leidde tot een groei van het leger, dat zich opsplitste in verschillende confederaties of semi-onafhankelijke legertjes. Elk van deze samenstellende legertjes controleerde verschillende gebieden en steden. In de periode van 1762 tot 1799 leken de bevelhebbers van de verschillende Sikh-staatjes, misls geheten, echter tot hun recht te komen als onafhankelijke krijgsheren.
De vorming van het rijk begon met de verovering van Lahore, door Maharadja Ranjit Singh, op de Afghaanse heerser Zaman Sjah Durrani, en de daaropvolgende en geleidelijke verdrijving van Afghanen uit Punjab, door hen te verslaan in de Afghaans-Sikhoorlogen en de eenwording van de afzonderlijke Sikh-misls. Ranjit Singh werd op 12 april 1801 uitgeroepen tot maharadja van Punjab en schiep een verenigde politieke staat. Sahib Singh Bedi, een afstammeling van Goeroe Nanak, leidde de kroning. Ranjit Singh kwam in zeer korte tijd aan de macht, opklimmend van een leider van een enkele misl tot uiteindelijk uitroeping tot maharadja van Punjab. Hij begon zijn leger te moderniseren met behulp van moderne training, wapens en artillerie. Na de dood van Ranjit Singh raakte het rijk door interne verdeeldheid en politiek wanbeheer verzwakt. Uiteindelijk werd de staat in 1849 ontbonden na de nederlaag in de Anglo-Sikh-oorlogen.